# Бюфорд (Огайо)
Бюфорд (англ. Buford) — переписна місцевість (CDP) в США, в окрузі Гайленд штату Огайо. Населення — 306 осіб (2020).

## Географія
Бюфорд розташований за координатами 39°4′19″ пн. ш. 83°50′21″ зх. д. / 39.07194° пн. ш. 83.83917° зх. д. (39.071988, -83.839266).  За даними Бюро перепису населення США в 2010 році переписна місцевість мала площу 3,84 км², уся площа — суходіл.

## Демографія
Згідно з переписом 2010 року, у переписній місцевості мешкали 352 особи в 119 домогосподарствах у складі 88 родин. Густота населення становила 92 особи/км².  Було 129 помешкань (34/км²).
Расовий склад населення:
| - 98,9 % — білих - 0,3 % — чорних або афроамериканців - 0,3 % — азіатів |

До двох чи більше рас належало 0,6 %. Частка іспаномовних становила 0,3 % від усіх жителів.
За віковим діапазоном населення розподілялося таким чином: 31,0 % — особи молодші 18 років, 57,9 % — особи у віці 18—64 років, 11,1 % — особи у віці 65 років та старші. Медіана віку мешканця становила 32,6 року. На 100 осіб жіночої статі у переписній місцевості припадало 93,4 чоловіків;  на 100 жінок у віці від 18 років та старших — 91,3 чоловіків також старших 18 років.
Середній дохід на одне домашнє господарство  становив 48 419 доларів США (медіана — 36 458), а середній дохід на одну сім'ю — 66 597 доларів (медіана — 48 125). За межею бідності перебувало 3,6 % осіб, у тому числі 0,0 % дітей у віці до 18 років та 14,5 % осіб у віці 65 років та старших.
Цивільне працевлаштоване населення становило 122 особи. Основні галузі зайнятості: виробництво — 34,4 %, оптова торгівля — 15,6 %, роздрібна торгівля — 11,5 %, науковці, спеціалісти, менеджери — 9,0 %.